# Christoph Lieben-Seutter

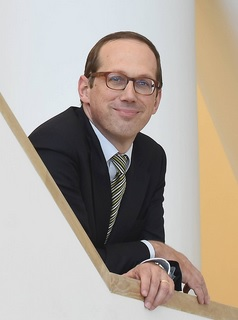
Christoph Lieben-Seutter im Foyer der Elbphilharmonie

Christoph Lieben-Seutter (* 3. Juni 1964 in Wien) ist ein österreichischer Intendant. Er ist Generalintendant der Laeiszhalle und Elbphilharmonie in Hamburg.

## Leben

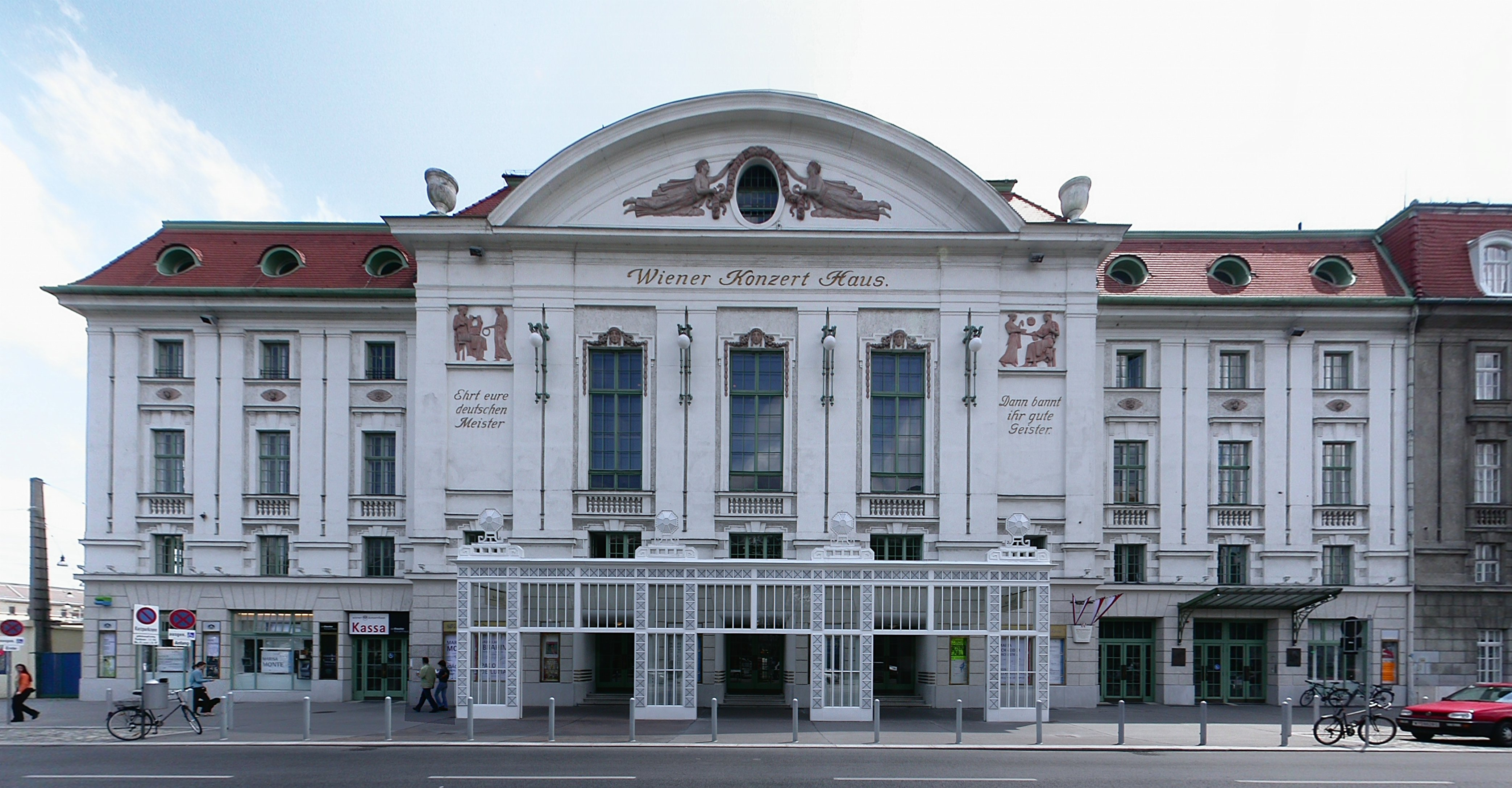
Wiener Konzerthaus (2006)

Nach der Matura arbeitete er ab 1982 als technischer Assistent bei Philips in Wien, wo er eine Ausbildung als Software-Ingenieur erhielt und als Marketing-Assistent mit europaweitem Einsatzgebiet tätig war.
1988 berief ihn der dortige Generalsekretär Alexander Pereira als Direktionsassistent ans Wiener Konzerthaus, wo er sich in den folgenden fünf Jahren mit den meisten Aufgabengebieten des Konzertwesens vertraut machte. Ab 1991 war Lieben-Seutter im Konzerthaus als Betriebsdirektor tätig, in dieser Zeit übernahm er die gesamte Termin-Koordination sowie Budgetplanung des künstlerischen Bereiches. Von 1993 bis 1996 folgte er Alexander Pereira als persönlicher Referent des Intendanten ans Opernhaus Zürich. Anschließend ging er zurück nach Wien und übte von 1996 bis 2007 als Generalsekretär die künstlerische und kaufmännische Leitung der Konzerthausgesellschaft und des Festivals Wien Modern aus. In dieser Funktion verantwortete er über 400 Veranstaltungen pro Saison und war zudem für die Generalsanierung des Konzerthauses zuständig.
Seit 2007 ist Lieben-Seutter Generalintendant der Laeiszhalle und Elbphilharmonie in Hamburg. Sein Vertrag wurde im Jahr 2022 bis zum Ende der Saison 2028/2029 verlängert. In der Zeit bis zur Eröffnung der Elbphilharmonie etablierte er die Elbphilharmonie Konzerte als Vorgeschmack auf das Konzertprogramm des neuen Konzerthauses und konsolidierte das künstlerische Profil der Laeiszhalle.
Im Januar 2017, nahezu zehn Jahre nach seinem Amtsantritt, konnte Lieben-Seutter die Eröffnung der Elbphilharmonie feiern. Neben Bundespräsident Joachim Gauck, Hamburgs Erstem Bürgermeister Olaf Scholz und dem Architekten Jacques Herzog sprach Lieben-Seutter auch beim Festakt zur Eröffnung der Elbphilharmonie im Großen Saal.
Beim Internationalen Kammermusikwettbewerb Hamburg 2009 war er in der Jury der Finalrunde.
Lieben-Seutter war von 2006 bis 2017 Präsident der European Concert Hall Organisation (ECHO).
Seit Juli 1996 ist Lieben-Seutter mit der Librettistin und Schauspielerin Theresita Colloredo verheiratet. Gemeinsam haben sie drei Töchter.

## Auszeichnungen
- 2022: Auslandsösterreicher des Jahres[12]